# Serjania divaricata
Serjania divaricata là một loài thực vật có hoa trong họ Bồ hòn. Loài này được (Sw.) Griseb. miêu tả khoa học đầu tiên năm 1861.